# Monestir de Mejihíria
El Monestir de la Transfiguració de Mejihíria [a] (en ucraïnès: Спасо Межигірський-Преображенський монастир) és un monestir ortodox oriental desaparegut que també s'utilitzava com a històrica residència de prínceps de l'època medieval (Rurik), situada prop de la ciutat medieval de Víxhorod (10 quilòmetres al nord). Avui el territori es troba al (districte) Víxhorod Raion, de Kíev Oblast (província de Kíev) al nord d'Ucraïna. El complex s'aixecava al barranc Mejihíria, al marge dret del riu Dniéper (Dnipro). L'àrea de l'antic monestir està situat en un segur territori de boscos prop del poble Novi Petrivtsi i directament relacionada, així com àmpliament associada amb una residència privada de funcionaris del govern ucraïnès.
Fundada l'any 988 dC, el Monestir de Mejihíria va ser un dels primers monestirs establerts en l'antic estat de Rutènia, l'estat dels eslaus orientals de Rússia. Al llarg de la seva existència, va ser destruït, i després restaurat en nombroses ocasions, però, no es va lliurar de la destrucció per les autoritats Soviètiques el 1935. Al moment de llur aixecament, el Monestir de Mejihíria era considerat un centre espiritual de la casa reial Rusa Rurikind i més tard els cosacs.
Com un important monestir de les hosts cosacs Zaporozhia, el Monestir de Mejihíria va deixar un ric llegat darrere seu. Va ser esmentat a un dels poemes de Tares Xevtxenko, «Chernets», escrit el 1847, i va ser objecte d'un dibuix d'el mateix. La novel·la de Nikolai Gógol, Tares Bulba, publicada el 1835, també esmenta el monestir.

## Història

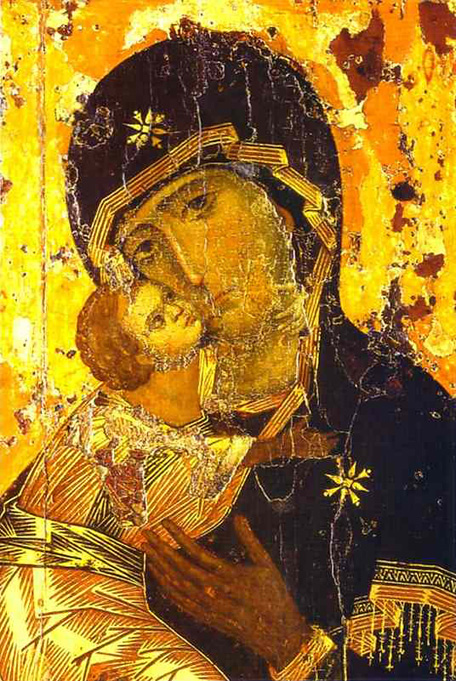
Mare de Déu de Vladimir, una de les icones més venerades de l'Església Ortodoxa Oriental, va ser portada de l'Imperi Romà d'Orient a Kíev el 1131. Ara es troba a la Galeria Tretiakov a Moscou.

### Fundació i història primerenca
Segons els registres analitzats per bibliòleg Yevgeniy Bolkhovitinov del Monestir de Les Coves de Kiev, el Monestir de Mejihíria va ser fundat pel primer bisbe metropolità de Kíev, Miquel, juntament amb monjos grecs procedents de l'Imperi Romà d'Orient el 988 AD.
El 1154, el Príncep de Vladimir-Suzdal Yuri Dolgoruki va dividir el territori circumdant del monestir entre els seus fills. El seu fill Andrei I Bogoliubski va rebre les terres més properes al monestir, ara la ciutat de Výshhorod. No gaire temps després, el monestir es va traslladar a la seva actual ubicació en els turons del Dniéper, donant al monestir del seu nom, «Mezhyhirskyi». Menyspreant [b] Bogoliubski la ciutat de Kíev, es va traslladar a Suzdal, a l'actual Rússia. En el seu viatge, va emportar la imatge de la «Mare de Déu de Vladimir», un regal del Patriarca de Constantinoble Lucas Chrysoberges a Dolgoruki. La imatge és una de les icones ortodoxes més venerades, avui conservada a la Galeria Tretyakov de Moscou. Amb la invasió dels mongols del Rus de Kiev per Batu Khan els anys 1237-1240, el monestir va ser destruït per complet. Va ser una vegada més atacat el 1482, aquesta vegada pels tàrtars de Crimea dirigit per Mengli I Giray. La reconstrucció del monestir es va iniciar tan sols quaranta anys més tard. El 1523, el monestir va ser transferit al rei de Polònia i Gran Duc de Lituània Segismund I. A més, el monestir va rebre una sobirania absoluta sobre el seu territori. [7] El 1555, el complex era integrat per quatre esglésies, incloent-hi una església dins una cova.

### Com un monestir cosac

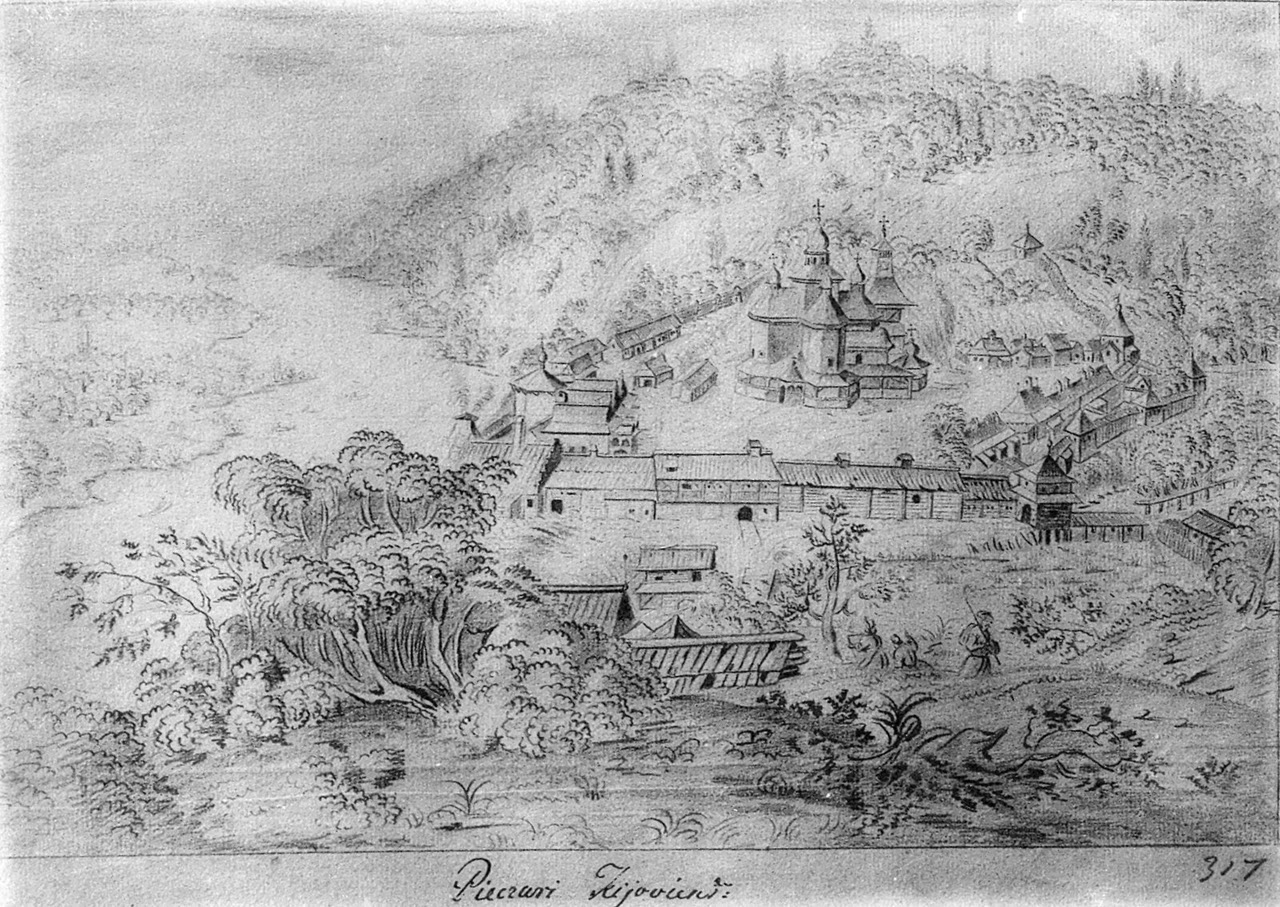
The Mezhyhirskyi Monastery as drawn by Abraham van Westerveld during the 1650s.

Durant el segle xvi, el monestir amb freqüència va perdre i recuperar els drets de propietat. El nou hegumen del monestir Afanasiy (un protegit del príncep Konstanty Wasyl Ostrogski), va fer enderrocar fins als fonaments els vells edificis i altres de nous es van construir al seu lloc. El 1604, es va construir la Porta de Sant Pere i Sant Pau de l'església. El 1609 - el Refectori Mykilska, i la Catedral de la Transfiguració el 1609-1611. Sota el seu mandat, el monestir va ser considerat com el segon Lavra (monestir de la cova) a Ucraïna.[c]
Després de la seva reconstrucció, el Monestir de Mejihíria esdevingué un centre regional de les Hostes Zaporozhia, servint de monestir militar. El 1610, el monestir va rebre l'estatut d'un monestir estauropègic (relació directa amb el Sínode, més que amb el Bisbat local), dependent del Patriarcat de Constantinoble.
L'acte legal de Hetman Bohdan Khmelnytsky emès el 21 maig 1656 va transferir els assentaments veïns de Výshhorod, Novi Petrivtsi i Moshchany sota el control del Monestir de Mejihíria. Per l'efecte de l'acte es feia Khmelnytsky ktitor (proveïdor de fons) del monestir.[d] Després de la destrucció del monestir de Trakhtemyrivskyi per un exèrcit szlachta polonés, el Monestir de Mejihíria ho va reemplaçar com a principal monestir militar cosac. Com monestir militar, els cosacs ancians i retirats de la Host Zaporozhia ara venien al monestir per retirar-se. En aquest moment, les despeses del monestir van ser pagades amb l'ajuda de les Hostes cosaques Sich.

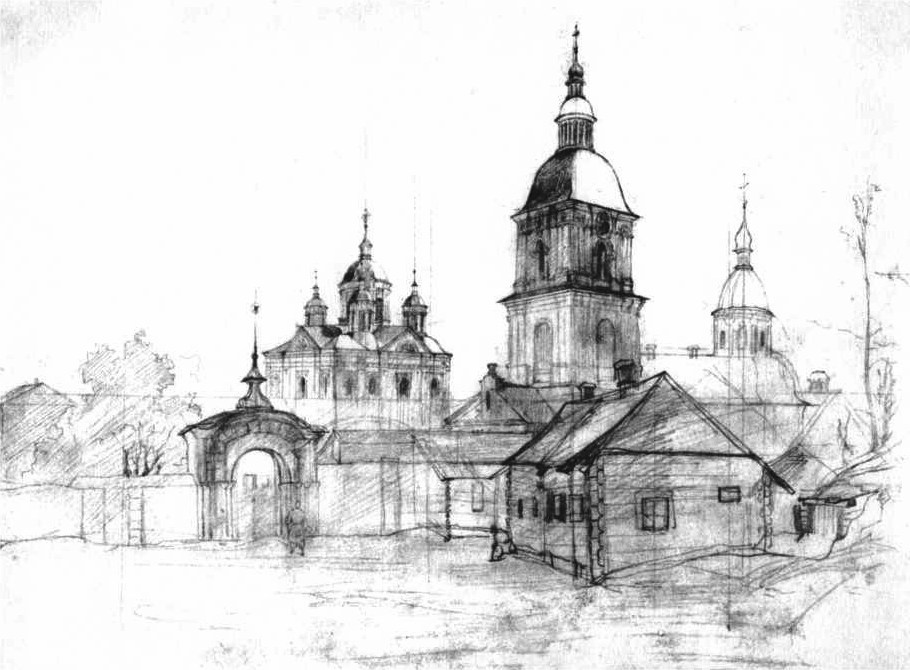
Un dibuix del monestir pel poeta i artista Ucraïnès Taras Shevchenko, 1843.

El 1676, l'àrea va ser arrasada per un incendi iniciat a la catedral de la Transfiguració, on abundava la fusta com a material constructiu i decoratiu. Amb l'ajuda d'Ivan Savelov, un monjo que va viure al monestir i més tard va ser promogut Patriarca de Moscou, el complex va ser reconstruït. Dos anys més tard, amb l'ajuda de la comunitat cosaca, l'església de l'Anunciació va ser construïda a prop de l'hospital del monestir.
El 1683, la Rada Suprema Sich va votar que els ministres que es reunien a la Catedral de Pokrovskyi (la catedral principal de la Sich o comunitat tribal cosaca) havia de fer-ho solament al Monestir de Mejihíria. El 1691, els monestirs situats prop de la Sich van ser sotmesos a l'autoritat del Monestir de Mejihíria. Sota l'hegumen Feodosiy al final del segle xvii, considerat com un període de prosperitat, va esdevenir un dels majors monestir d'Ucraïna. A petició de Pere I de Rússia, l'estatus estauropègic del monestir va ser revocat. Es va restablir més tard el 1710 El 1717, un gran incendi va destruir una gran part dels edificis. La consideració oficial de monestir «militar» va ser ratificada pels cosacs el 1735. El 1774, amb els fons de l'últim Koshovyi Otaman –el més alt grau militar Cosac– Petro Kalnyshevsky, L'església dels Sants Pere i Pau va ser reconstruïda. L'arquitecte ucraïnès Ivan Hryhorovych-Barskyi va dissenyar alguns dels edificis, inclosa la residència dels monjos.

### Mal estat, fàbrica de faiança, i la reconstrucció

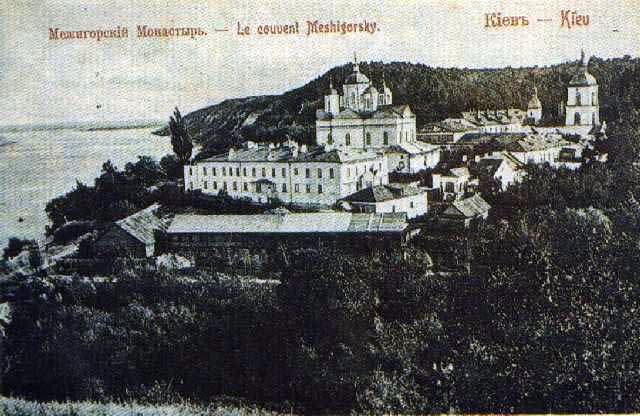
El monestir com es veu en una postal de principis del.

Amb l'abolició de la Host Zaporozhia per Caterina II de Rússia el 1775, el monestir (igual que altres al voltant d'Ucraïna) va decaure durant molt de temps. La resta dels cosacs de Zaporójia poc després va deixar Zaporójia, i es va traslladar a la regió del Kuban, al sud de la Rússia d'avui dia. Allà es va fundar la Host de cosacs de Kuban, que encara existeix en l'actualitat. Quan els cosacs se'n van anar, van emportar-se alguns dels manuscrits del monestir, alguns dels quals es conserven a l'arxiu de Krasnodar Krai.
El 1787, Caterina II de Rússia va anar a Kíev i volia visitar el Monestir de Mejihíria. Mai el va veure, ja que va cremar la nit abans. El 1796, un enginyer alemany va trobar que al sòl de la zona hi havia argila adequada per a la fabricació de faiança, i dos anys més tard, va fundar la fàbrica de faiança Mezhyhirskyi, la primera a Ucraïna. El 1852, la fàbrica havia esdevingut la major empresa industrial de Kíev. El 1884 va tancar per manca de beneficis. Durant la seva existència, va produir una gran varietat de vaixella, objectes decoratius i escultures.
El 1894 va ser reconstruït i convertit en monestir de dones. Després de la seva reconstrucció va caure sota l'autoritat del monestir de la Intercessió dels Sants de Kíev.

## La destrucció del monestir i l'establiment d'una residència oficial

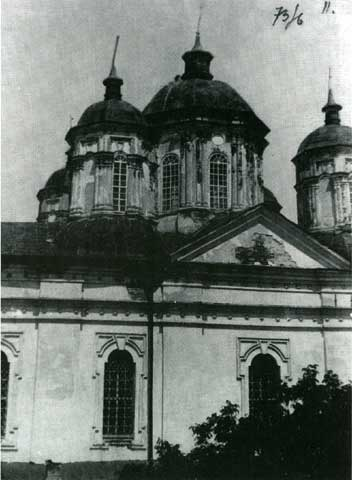
The Transfiguration Cathedral seen during the monastery's demolition, 1935.

Amb el trasllat de la capital de la República Socialista Soviètica d'Ucraïna de Khàrkiv a Kíev el 1934, la ciutat necessitava una residència suburbana per a funcionaris públics. Mejihíria va ser triat com el lloc de la residència del nou govern Abans de la demolició, l'arquitectura i els edificis del complex monàstic van ser fotografiats. L'abril de 1935 el Politburó va ordenar la demolició de tot el complex, que es va dur a terme aquest mateix any. Durant la demolició, una biblioteca subterrània va ser descoberta, plena de manuscrits. Hi ha especulacions que els llibres descoberts van pertànyer a la biblioteca perduda de Yaroslav el Savi, o potser d'un període posterior, durant els temps de la host Zaporozhia. L'únic que queda del conjunt monàstic és un pou d'aigua. Durant l'època soviètica, la zona va servir com a residència de Leonid Bréjnev i Volodímir Sxerbitski, que aleshores treballava a la República Socialista Soviètica d'Ucraïna del govern. Durant aquest període, la seva ubicació va ser amagat per al públic.

## Afer Mejihíria
El 2008 la residència Mejihíria va ser enmig d'una controvèrsia de propietat entre l'exprimer ministre ucraïnès, Víktor Ianukòvitx i el govern ucraïnès, dirigit pel Primer Ministre Iúlia Timoixenko. El trasllat de la residència oficial d'1,4 quilòmetres quadrats de Mejihíria a Novi Petrivtsi, (districte de Výshhorod Raion) a la «Nadra Ucraïna» es firmà l'11 de juliol de 2007 per Viktor Ianukòvitx va treure el territori ocupat pel monestir sota control estatal.

## Ianukòvitx i Mejihíria
El 9 de juliol de 2007, el president d'Ucraïna, Víktor Iúsxenko, va signar el decret presidencial secret número 148, d'acord amb el diari de negocis local Delo, que es referia a la informació de la Direcció Estatal d'Afers d'Interior El document diu: «La datxa governamental al territori del complex recreatiu «Pushcha-Vodytsia» es presenta per a ús del Cap del Consell de Ministres, Víktor Ianukòvitx.» Més tard, el document no ha aparegut mai a la pàgina web del cap d'Estat ni en cap altra font d'informació pública. Solament una única confirmació oficial se li va donar al periòdic per la Direcció Estatal d'Afers d'Interior. La Direcció va explicar que el complex recreatiu «Pushcha-Vodytsia», inclou el complex recreatiu «Pushcha-Vodytsia» i la residència Mejihíria. La residència que es troba a la localitat de Novi Petrivtsi va ser ocupada per Ianukòvitx durant els últims anys. El diari assenyala que, alhora, el 9 de juliol, a la pàgina web del president va aparèixer un altre document –un ordre en el que va obligar el primer ministre a executar la decisió de la RNBO (el Consell de Defensa i Seguretat Nacional)– i assegurar el finançament de les eleccions anticipades. El diari va especular que es tractava d'un intercanvi comercial: bescanvi de poder per la datxa de l'Estat. A final de febrer de 2008, Ianukòvitx va confirmar que de fet tenia una datxa a la residència Mejihíria atorgada per un decret presidencial. Segons les dades de la Direcció Estatal d'Afers, el territori de residència ocupa 136,8 hectàrees. S'hi inclou en el perímetre d'una reixa de ferro de cinc metres d'alçària i en el seu interior està assegurat per agents de «Tità» –Empresa de seguretat de titularitat estatal–. Ianukòvitx va afirmar que només utilitza una de les cases que té una superfície de 250 metres quadrats i després de la qual cosa s'assegura 1,5 hectàrees de parcel·la del voltant. Ianukòvitx també va declarar que amb l'ajuda de la Direcció Estatal d'Afers va ser capaç de dur a terme una renovació substancial de la propietat i confirma que el 2007 una àrea va ser comprada per una entitat privada després de la qual cosa va haver de pagar mensualment 11.000 Hrívnia de lloguer. En entrevista a la BBC va reconèixer que viu a la casa de Mejihíria durant alguns períodes des de 1999 o 2000.

## Evolució de la situació
L'11 de juliol de 2007, el primer ministre d'Ucraïna, Ianukòvitx va emetre una ordre del govern # 521, segons la qual la Societat Anònima Nacional “Nadra Ukrainy”, va rebre la residència de l'estat i una parcel·la de 137 hectàrees en Mejihíria. Aviat «Nadra Ukrainy», va concloure un intercanvi amb una altra empresa «Medinvesttreid» després que la residència abans esmentada assignada pel govern fos bescanviada per dues propietats a Parkova Alley a Kíev. «Medinvesttreid», al seu torn, va vendre la propietat acabada d'adquirir de «Nadra Ukrainy» a «Tantalit» i a algunes altres empreses. Des de maig de 2008, el Ministeri de l'Interior està duent a terme una investigació del director de «Medinvesttreid», Hennadiy Herasymenko (en rus: Геннадий Герасименко), que en la seva opinió, va estar involucrat en un pla per traure l'antiga residència d'estat de la propietat estatal. El 12 febrer 2008 Iúsxenko va signar un decret per alliberar el personal de seguretat de l'Estat dels drets en l'àrea de residències de vacances de l'Estat a Mejihíria. El seu decret cancel·lava l'anterior decret presidencial del 12 de gener de 2006, on el personal de seguretat va ser assignat a les propietats en Zalissya, en lloc de Zalissya i Mejihíria.

## Els intents de retorn
Posteriorment, el primer ministre Víktor Ianukòvitx privatitzà el complex, on ja hi residia, mentre era primer ministre. En aquest moment, el preu de la propietat es van estimar en prop de mil milions d'Hrívnia (200 milions de dòlars)
Després de l'elecció de Iúlia Timoixenko, el seu gabinet anul·là el decret que transferia la propietat a la firma «Nadra Ukraine»,
i una altra vegada col·locat el territori sota control del govern.
No obstant això, el 28 de juliol de 2008, el Tribunal Econòmic de la Ciutat de Kíev, va anul·lar la resolució del Consell de Ministres i va tornar la residència Mejihíria de nou sota la propietat de Ianukòvitx.